# Sippin’ on Fire
«Sippin’ on Fire» — песня американской кантри-группы Florida Georgia Line. Она была выпущена 16 февраля 2015 года лейблом Republic Nashville в качестве третьего сингла из второго студийного альбома Anything Goes, который был выпущен 14 октября 2014 года. Песню написали Родни Клоусон, Мэтт Драгстрем и Коул Тейлор, а спродюсировал Joey Moi.
Сингл занял первое место в чарте Billboard Country Airplay и 3-е место в чарте Hot Country Songs. Песня получила платиновый сертификат от Американской ассоциации звукозаписывающей индустрии (RIAA).

## Отзывы
Сайт Taste of Country положительно отозвался о сингле, сказав, что «после того, как Хаббард, Брайан Келли и Мой раздвинули границы своего звучания с „Dirt“ и „Sun Daze“, они вернулись домой с „Sippin“ on Fire», третьим синглом с Anything Goes. Это песня, которая могла бы войти в альбом Here’s to the Good Times".

## Коммерческий успех
Сингл занял первое место в чарте Billboard Country Airplay и 3-е место в чарте Hot Country Songs. По состоянию на июль 2015 года песня была продана в США в количестве 513 000 копий. 29 января 2016 года она получила платиновый сертификат Американской ассоциации звукозаписывающей индустрии (RIAA).

## Музыкальное видео
Режиссёром клипа выступил Марк Класфельд, а премьера состоялась в марте 2015 года. В нём дуэт и группа исполняют песню, находясь в огненном кольце в пустыне Мохаве, а также сцены, в которых мужчина и женщина идут друг к другу издалека, в итоге встречаются ночью и общаются вокруг огненного кольца. По ходу клипа их образы «тают» в огне.

## Чарты

### Еженедельные чарты
| Чарт (2014—2015)                    | Высшая позиция |
| ----------------------------------- | -------------- |
| Канада (Billboard Canadian Hot 100) | 36             |
| Канада (Billboard Country)          | 1              |
| США (Billboard Hot 100)             | 40             |
| США (Billboard Hot Country Songs)   | 3              |
| США (Billboard Country Airplay)     | 1              |

### Годовые итоговые чарты
| Чарт (2015)                       | Позиция |
| --------------------------------- | ------- |
| США Country Airplay (Billboard)   | 48      |
| США Hot Country Songs (Billboard) | 21      |

## Сертификации
| Регион                                                                      | Сертификация | Продажи   |
| --------------------------------------------------------------------------- | ------------ | --------- |
| США (RIAA)                                                                  | Платиновый   | 1 000 000 |
| Данные о продажах + прослушиваниях приведены только на основе сертификации. |              |           |